# 曼图亚 (犹他州)
曼图亚（英文：Mantua），是美国犹他州博克斯埃尔德县下属的一座城市。建市于 1863年，面积大约为5.59平方英里（14.5平方公里），海拔约为5,200英尺（1,600米）。根据2010年美国 人口普查，该市有人口687人。